# Боскето (Венеција)
Боскето (итал. Boschetto) је насеље у Италији у округу Венеција, региону Венето.
Према процени из 2011. у насељу је живело 63 становника. Насеље се налази на надморској висини од 8 м.